# Stadtkirche Preetz

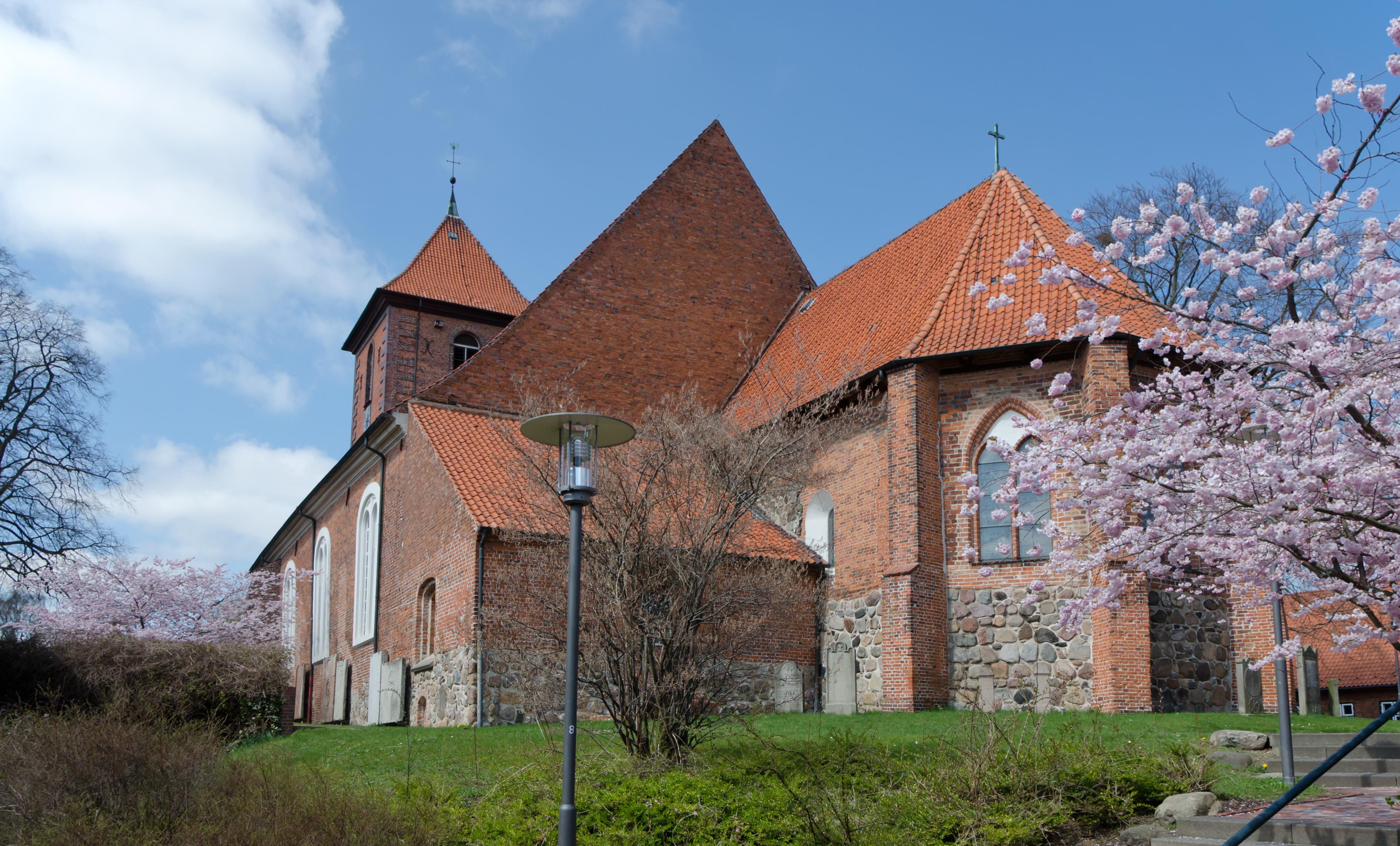
Preetzer Stadtkirche von Südosten

Die Stadtkirche Preetz ist die evangelische Hauptkirche der Stadt Preetz im Kreis Plön in Schleswig-Holstein. Sie liegt im Süden der Preetzer Innenstadt auf einer Anhöhe am Westufer des Kirchsees. Sie ist umgeben von dem Gemeindehaus, Häusern für Pastoren und andere kirchliche Mitarbeiter und einem Seniorenheim in kirchlicher Trägerschaft, die ein Ensemble kirchlicher Gebäude bilden.

## Geschichte

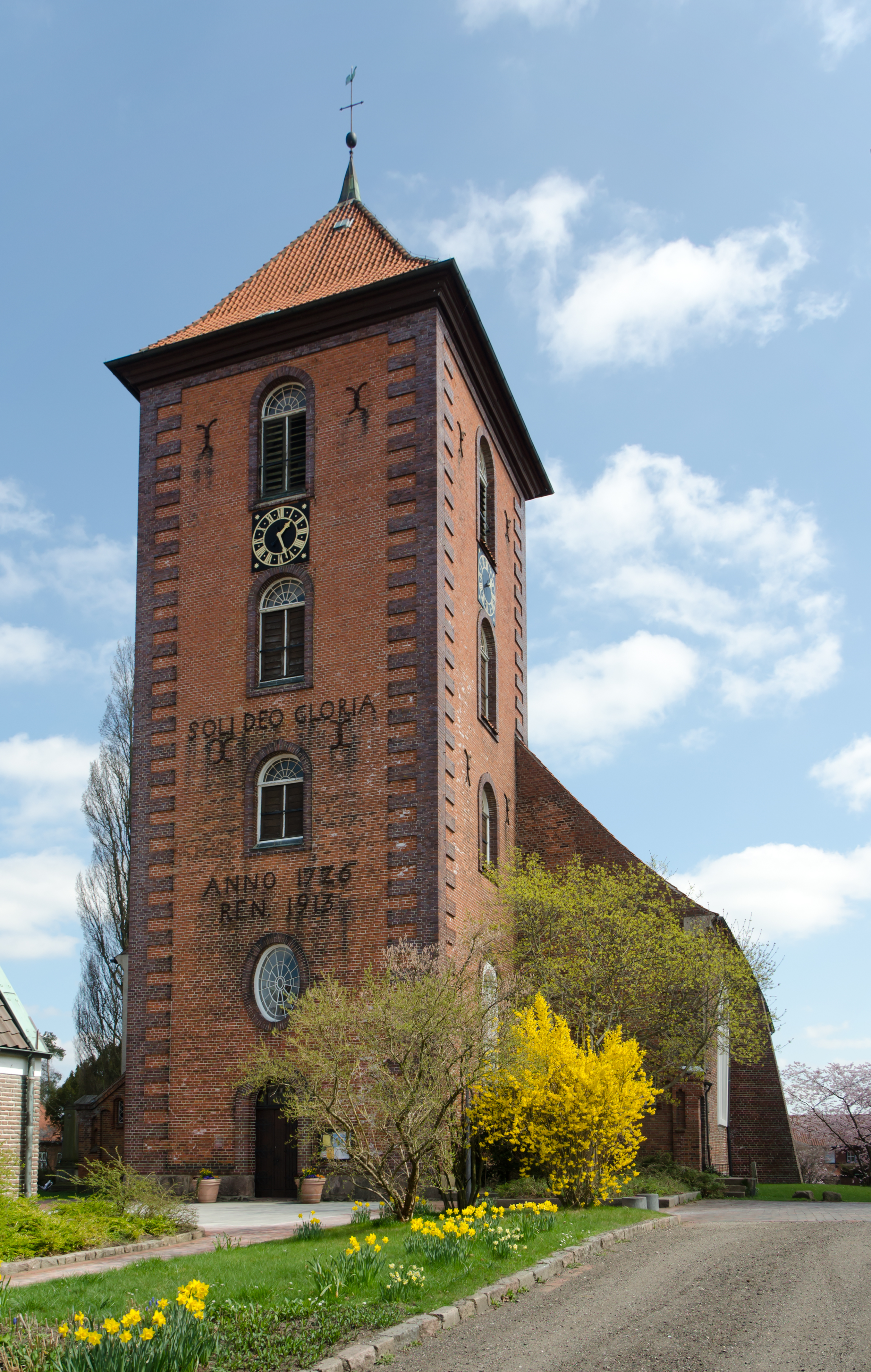
Turm der Preetzer Stadtkirche

Die Preetzer Stadtkirche entspricht in ihrer heutigen Gestalt im Wesentlichen einem Entwurf von Rudolph Matthias Dallin aus den 1720er Jahren. Ihre Gründung geht auf das 12. Jahrhundert zurück. Ein erster, dem heiligen Lorenz geweihter Bau wurde um 1200/10 durch eine kleine Feldsteinkirche ersetzt, deren bereits 1727 entdeckte Fundamente bei den Umbauten zwischen 1938 und 1941 freigelegt wurden und einen einfachen rechteckigen Grundriss von sieben mal zwölf Metern zeigten. An der Westseite des Kirchenschiffes stand ein aus Feldsteinen gemauerter Glockenturm.
In den folgenden Jahrhunderten wurde das Gebäude mehrfach erweitert, verändert und repariert. Von diesen Umbauten ist nur der im 14. Jahrhundert angefügte Backsteinchor, die heutige Kleine Kirche, erhalten. Größere Reparaturen am Feldsteinturm erfolgten 1651. Im Jahr 1670 wurde der Glockenstuhl erneuert. 1690 erfolgte eine große Erweiterung des Kirchenschiffes nach Süden, so dass sich der Chor nicht mehr in der Mittelachse des Gebäudes befand. Dennoch verfielen die Gebäude bald wieder: Im Jahr 1708 stand vom Turm nur noch ein Stumpf und die Kirche war nahezu eine Ruine; dieser Zustand hielt fast 20 Jahre an.
Der mit der Leitung des Wiederaufbaus betraute Gutsherr von Gut Rastorf, Graf Christian zu Rantzau, warb bei den umliegenden Gütern Gelder dafür ein. Der Preetzer Baumeister Johann Heinrich Schwartz wurde mit den Abbrucharbeiten beauftragt. Über den Wiederaufbau kam es zu Streitigkeiten zwischen Rantzau und Schwartz, woraufhin Rantzau den aus Eutin kommenden Rudolph Matthias Dallin als Baumeister verpflichtete.
Auf Dallins Entwurf gehen die Westseite und die Nordseite der Stadtkirche zurück. Eine Feldsteinmauer an der Nordseite wurde abgetragen. Die Südseite erschien in ihrer Bausubstanz stabil genug, das neue Dach zu tragen. Für den Turmabschluss plante Dallin ursprünglich eine Kuppel mit kleiner Spitze; dieses Vorhaben wurde aber nicht verwirklicht. Auch die Gestaltung des Innenraumes im Kirchenschiff geht im Wesentlichen auf Entwürfe Dallins zurück.
Ein im Jahr 1937 beschlossener Umbau erfolgte 1938 bis 1941, wobei der in der Nordhälfte der Ostseite des Kirchenschiffes liegende ursprüngliche Chorraum durch eine Wand vom Kirchenschiff getrennt wurde. Seitdem dient der ehemalige Chorraum als sogenannte Kleine Kirche für kleinere Andachten sowie als Winterkirche. Mit dem Umbau beabsichtigte man eine größere Geschlossenheit des Kirchenschiffes, eine verbesserte Sichtbarkeit des Altars von einigen Plätzen im Kirchenschiff, eine verbesserte Akustik und eine größere Nähe des Altars zur Gemeinde.

## Innenausstattung

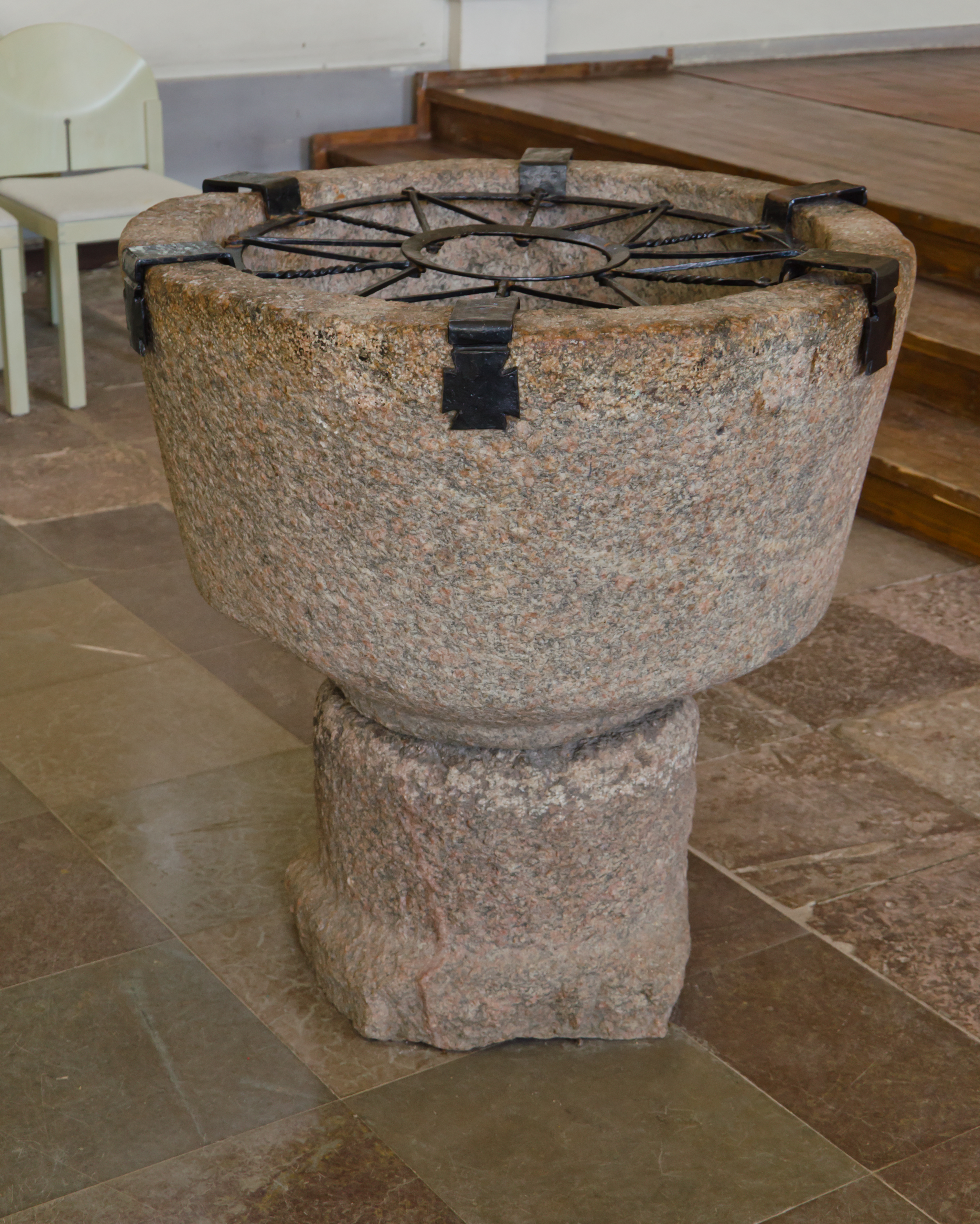
Taufstein

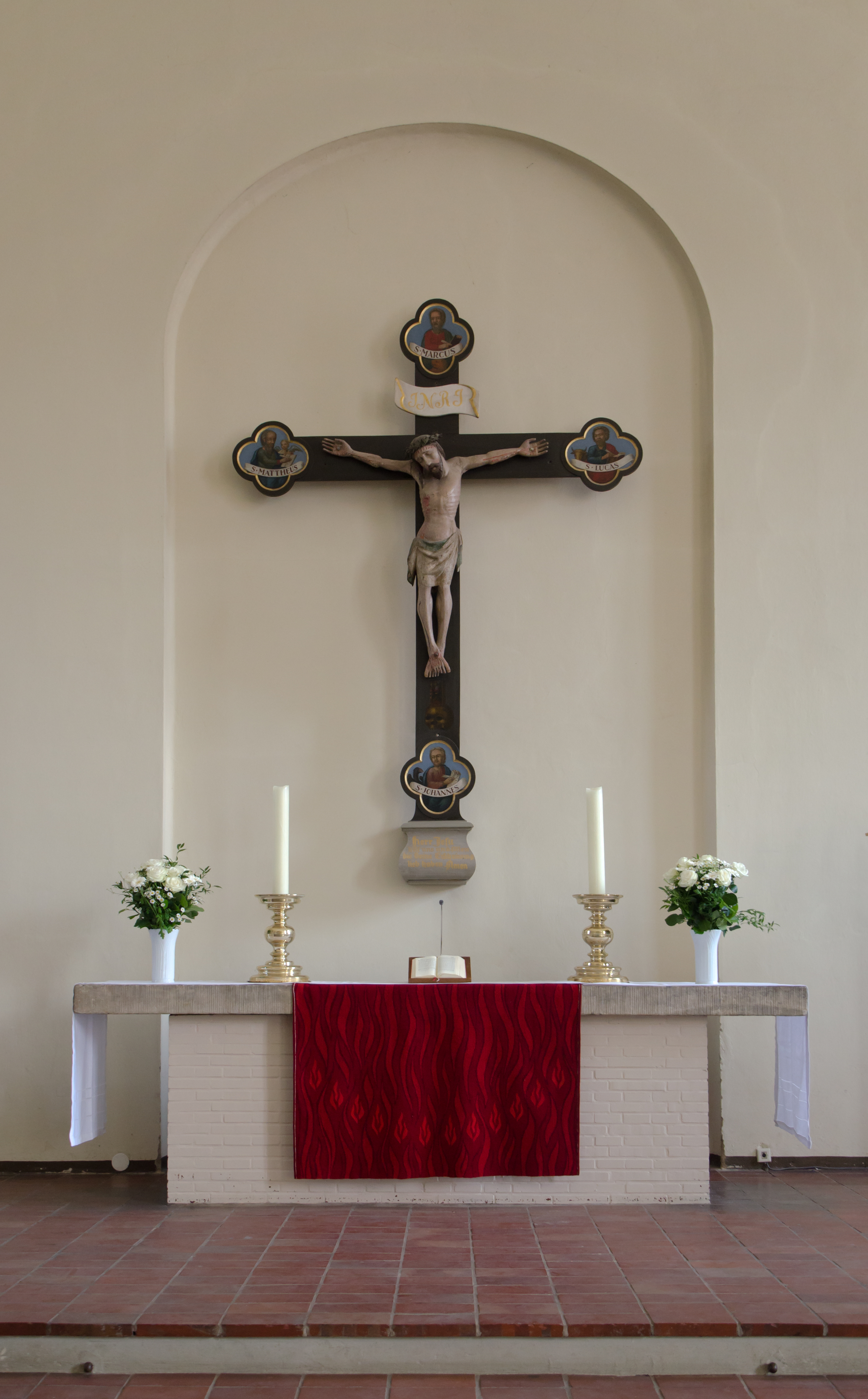
Altar der Preetzer Stadtkirche

Der älteste Gegenstand der Ausstattung ist der Taufstein aus Granit aus dem 13. Jahrhundert.
Seit dem Umbau von 1938 bis 1941 ist die Ostwand der Kirche relativ schlicht: Über einem einfachen gemauerten Altar mit steinerner Mensa hängt ein Kruzifix aus dem frühen 15. Jahrhundert. Beim Umbau wurden auch der Bauernboden und die Patronatsloge der Schustergilde im Südosten des Kirchraums entfernt, wo sich heute die im Zuge des Umbaus neu gebaute Kanzel befindet.
Auffälligster Bestandteil der Innenausstattung ist die mit zahlreichen, oft mit Blattgold belegten Schnitzereien gestaltete Westwand. Sie umfasst auf zwei Ebenen Patronatslogen unter anderem des Klosters Preetz. Oberhalb der zwei Logenebenen steht die Hauptorgel. An der Nordwand liegen weitere Patronatslogen unter anderem der umliegenden Gutsfamilien.
Weitere Sehenswürdigkeiten sind drei (bis heute nicht elektrifizierte) Messingkronleuchter aus dem 17. Jahrhundert: Der älteste ist die „Schneiderkrone“. Sie wurde 1641 vom Amt der Schneider gestiftet. Der zentral im Kirchenschiff hängende größte, sechzehnarmige Leuchter ist eine Stiftung der Schuster, wie an dem unten am Leuchter hängenden Stiefel erkennbar ist. Er datiert aus dem Jahr 1696. Eine Frau Dorothea Wensin stiftete („verehrte“) im Jahr 1649 den dritten Leuchter.
Der gotische Flügelaltar sowie ein Altar Mariä Verkündigung, beide ursprünglich aus dem Kloster Preetz in die Stadtkirche verbracht, wurden 1828 an das Dänische Nationalmuseum in Kopenhagen verkauft.

### Kleine Kirche

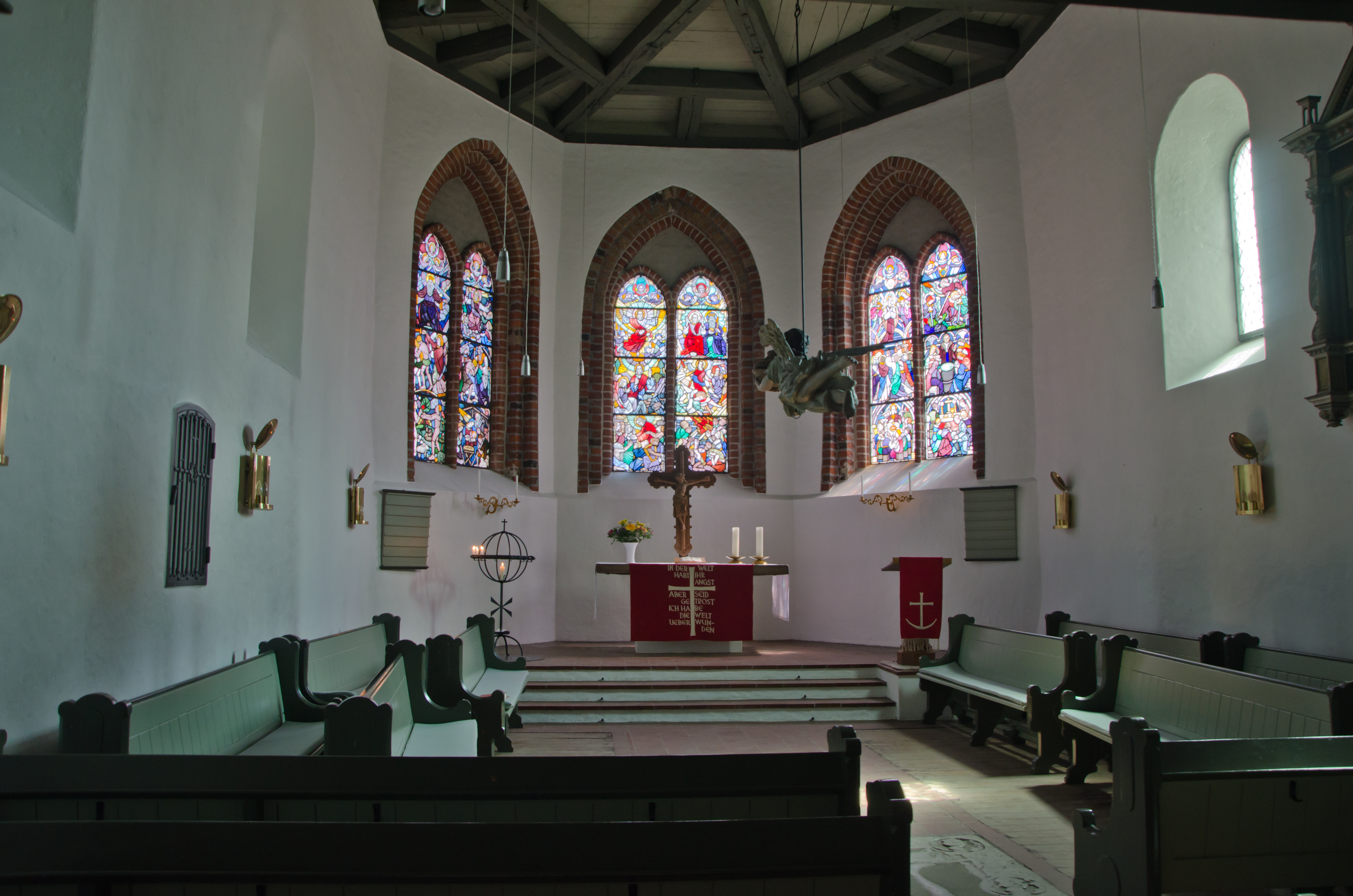
Sogenannte Kleine Kirche im ehemaligen Chorraum, Blick auf den Altar

Die Kleine Kirche ist der ehemalige im 14. Jahrhundert erhöhte Chorraum, der während des barocken Umbaus zur Saalkirche als Anhang an der nördlichen Hälfte der Ostseite des Kirchenschiffes stehen gelassen wurde. Die Abtrennung als eigene, kleine Kapelle erfolgte in den Jahren 1939–41. Die bunten Fenster gestaltete die Münchner Künstlerin Ina Hoßfeld (1881–1943) im Jahr 1940; sie stellen Schöpfung, Erlösung und Auferstehung dar. Bedingt durch den Zweiten Weltkrieg verzögerte sich der Innenausbau, so dass dieser Raum erst ab Pfingsten 1946 der Gemeinde zugänglich gemacht werden konnte.

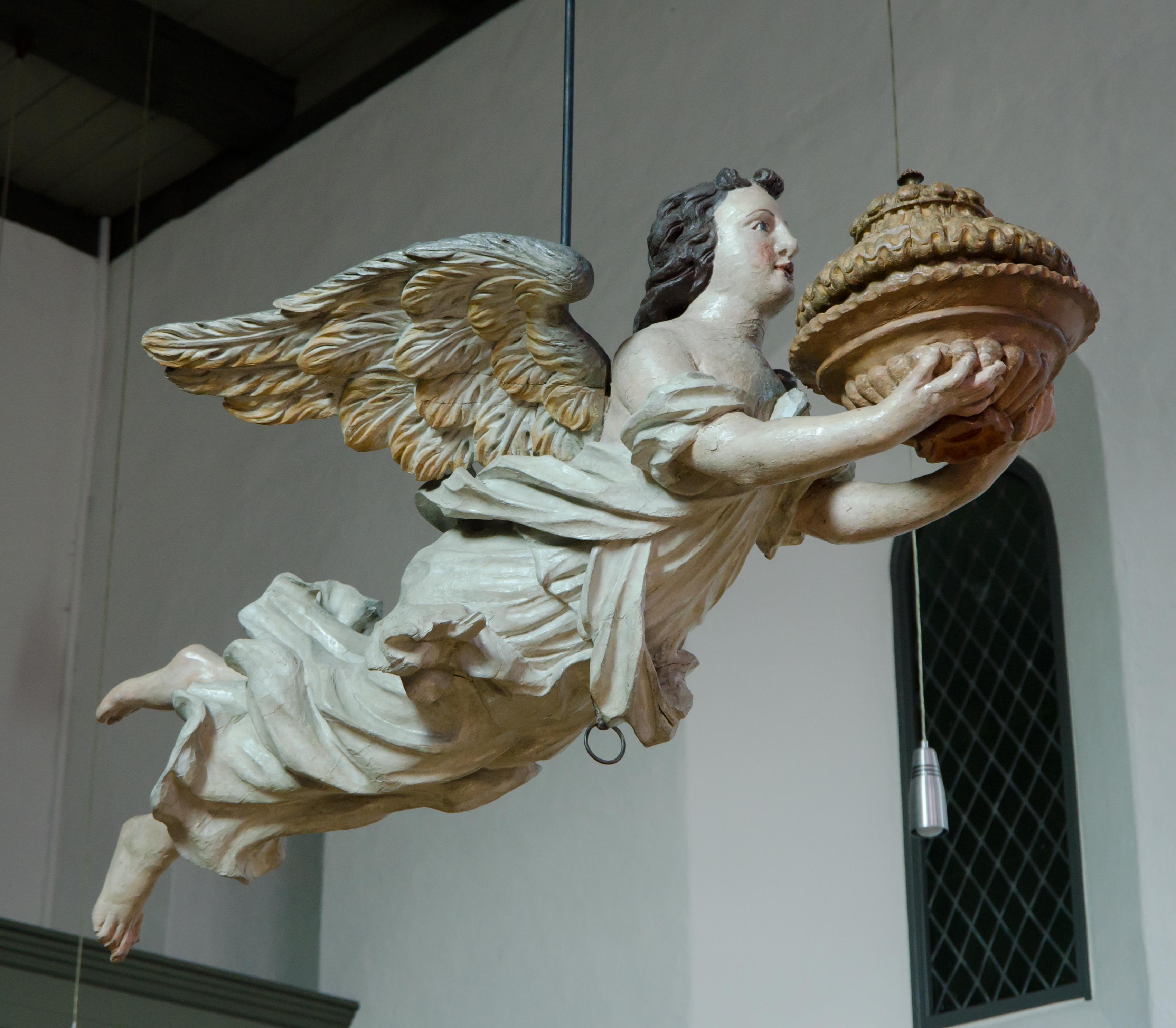
Der Taufengel der Kirche

Ein weiterer Gegenstand der Inneneinrichtung ist der seit dem Jahr 2000 wieder an historischem Schwebebalken aufgehängter Taufengel, der 1730 nach anderer Quelle 1725/1730 von Christian Carl Döbel geschaffen wurde. Er war von 1743 bis 1884 in Benutzung und wurde dann im Rahmen der „Entbarockisierung“ entfernt. Im Jahr 1984, 100 Jahre später, wurde er von dem Küster Herbert Abram auf dem Dachboden wiedergefunden. Er hing zunächst einige Jahre provisorisch im Mittelgang des Hauptkirchraums im Eingangsbereich unter der Westempore mit Blick zum Hauptaltar, bis er im Jahr 2000 wieder an seinen ursprünglichen Platz zurückkehrte und seinem vorgesehenen Zweck dient: Zu Taufen wird der hölzerne Engel, der eine Schale als Taufbecken trägt, hinuntergelassen.

## Orgeln

### Hauptkirche

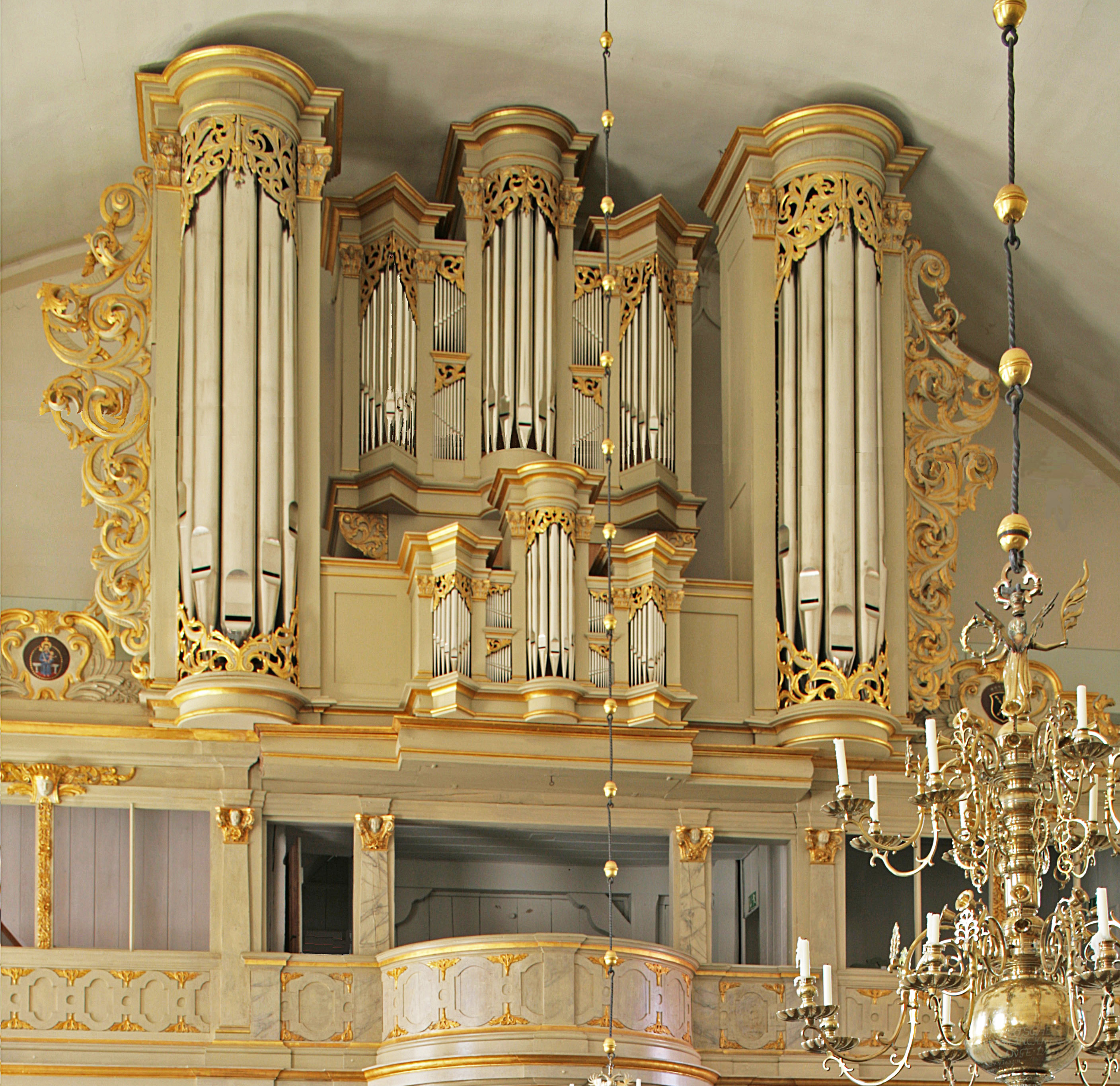
Hauptorgel der Preetzer Stadtkirche

Die Orgel der Preetzer Stadtkirche geht in ihren Anfängen auf Hans Köster 1573 zurück.
Das aktuelle Instrument wurde 1733/1734 von Nicolai Plambeck erbaut. Es fügt sich mit seinem
Prospekt in die von Dallin entworfene Innenausstattung ein. Es erfolgten ein Umbau 1838 durch Marcussen und Reuter und zuletzt eine Rückführung auf den ursprünglichen Stand einer Barockorgel durch Johannes Rohlf im Jahr 2000.
| I Rückpositiv C,D–c3 |       |       |
| Gedackt              | 8′    | (alt) |
| Prinzipal            | 4′    |       |
| Rohrflöte            | 4′    | (alt) |
| Bauernflöte          | 2 ⁄3′ |       |
| Octave               | 2′    |       |
| Sesquialter III      | 1 ⁄3′ |       |
| Dulcian              | 8′    |       |
| Kanaltremulant       |       |       |

| II Hauptwerk C, D–c3 |        |       |
| Prinzipal            | 8′     |       |
| Flute traversica     | 8′     |       |
| Hohlflöte            | 8′     |       |
| Octave               | 4′     |       |
| Flöte                | 4′     |       |
| Spitzquinte          | 2 ⁄3′  |       |
| Superoctave          | 2′     | (alt) |
| Terz                 | 1 3⁄5′ |       |
| Mixtur III           | 1 ⁄3′  |       |
| Scharf III           | 1⁄2′   |       |
| Trompete             | 8′     |       |
| Kanaltremulant       |        |       |

| Pedal C, D–d1 |       |  |
| Prinzipal     | 16′   |  |
| Octave        | 8′    |  |
| Gedackt       | 8′    |  |
| Octave        | 4′    |  |
| Mixtur IV     | 2 ⁄3′ |  |
| Posaune       | 16′   |  |
| Trompete      | 8′    |  |
| Trompete      | 4′    |  |

- Schiebekoppel für die Manuale, keine Pedalkoppel
- Nebenregister: Cymbelstern, Nachtigall
- Anmerkungen:

1. ↑  + 1′,4⁄5′.
2. ↑  Register von Marcussen.
3. ↑  alt, Prospektpfeifen aus Holz.
4. ↑  Stiefel und Kehlen alt.
5. ↑  Becher alt.

Drei Keilbälge (auch durch einen Kalkanten zu betätigen)
Stimmtonhöhe 493 Hz bei 18 °C, d. h. einen Ganzton über 440 Hz
Temperatur nach Andreas Werckmeister (Halbtöne ab C: 0, 90, 192, 294, 390, 498, 588, 696, 792, 888, 996, 1092)

### Kleine Kirche

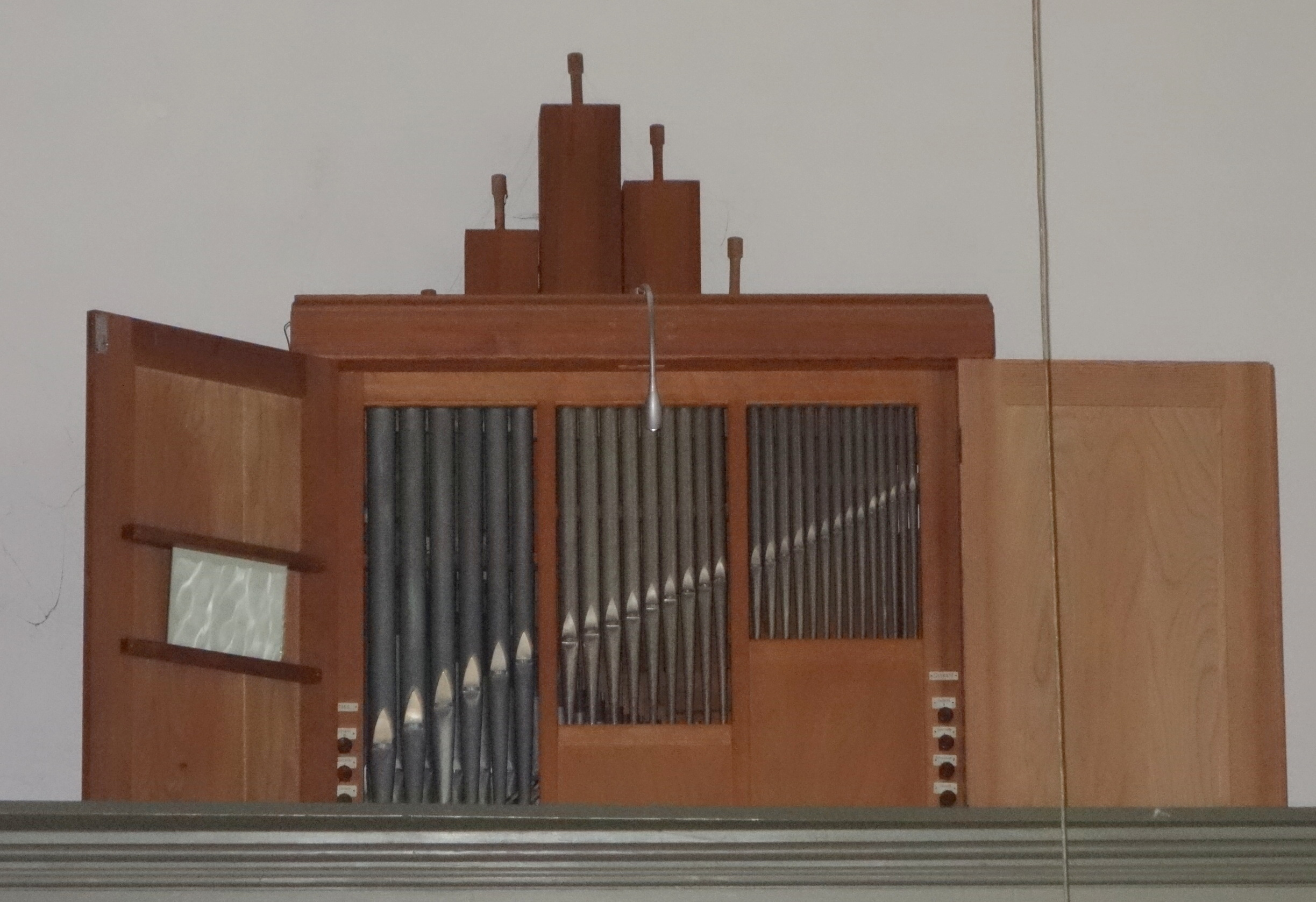
Orgel in der Kleinen Kirche (Schuke 1943)

Die Orgel in der Kleinen Kirche wurde von der Firma Alexander Schuke (Potsdam) im Jahr 1943 als Opus 202 erbaut. Sie verfügt über ein Manual mit geteilter Schleife.
Disposition
| Manual C–f3       |       |
| Gedackt B/D       | 8′    |
| Rohrflöte B/D     | 4′    |
| Prinzipal B/D     | 2′    |
| Quinte B/D        | 1 ⁄3′ |
| Oktave B/D        | 1′    |
| Sesquialtera II D |       |

| Pedal C–d1 |     |
| Quintadena | 16′ |

- Pedalkoppel
- Die Schleifenteilung zur Trennung in Bass und Diskant liegt bei h0/c1
- Anstelle der Quinte 1 1⁄3′ enthielt die ursprüngliche Disposition eine Cymbel 3fach. Das Register ist auch immer noch als „Cymbel 3fach“ beschriftet. Der Austausch erfolgte in der frühen Nachkriegszeit, eventuell durch die Firma Kemper Orgelbau.

## Glocken
Die Stadtkirche verfügt über ein Geläut aus drei Bronzeglocken mit den Tönen e1, gis1 und h1. Das ursprüngliche Geläut von 1908 wurde bereits im Ersten Weltkrieg 1917 oder 1917/1918 für Kriegszwecke abgeliefert und nach dem Ersten Weltkrieg durch Gussstahlglocken (die erste im November 1918, zwei weitere 1922) ersetzt, die bis in die 1950er Jahre verwendet wurden. Die Glocken e1 und gis1 stammen aus dem Jahr 1789 von dem Glockengießer Johann Georg Krieger aus Breslau. Sie wurden für die Schlosskirche von Groß Wartenberg gegossen, wo sie 1789 bis 1916 und 1919 bis 1942 hingen. Im Ersten und Zweiten Weltkrieg wurden sie auf den Hamburger „Glockenfriedhof“ verbracht, aber nicht eingeschmolzen. Werner Seibt, ehemaliger Pastor in Groß Wartenberg und 1946 bis 1967 Pastor in Preetz, bemühte sich bei der britischen Militärverwaltung mit Erfolg um die Freigabe der Glocken und deren Aufhängung im Turm der Preetzer Stadtkirche.
Die kleinste Glocke h1 wurde 1946 von der Glockengießerei Rincker im hessischen Sinn gegossen. Es dürfte sich um die erste gegossene Glocke der Nachkriegszeit von Rincker halten.

## Trivia
Am 29. Juli 1932 und damit kurz vor der Reichstagswahl am 31. Juli 1932 wehte morgens eine große Hakenkreuzfahne auf der Spitze des Kirchturms. Da die Türen verschlossen waren, muss der etwa 30 m hohe Turm mithilfe des Blitzableiters erklommen worden sein. Ein für seine Späße stadtbekanntes Preetzer „Original“ äußerte sich zeitlebens nicht zu seiner vermuteten Urheberschaft. Die Ortsgruppe der NSDAP veröffentlichte eine Erklärung, sie habe weder einen Auftrag zu dieser Tat erteilt, noch billige sie die Tat; sie sah allerdings bei unbekannter Urheberschaft auch keinen Grund, die Fahne herunterzuholen. Dies geschah auf Verlangen Pastor Langes durch Mitglieder der Eisernen Front und Kommunisten. Der Fahnenhisser soll „nach allgemeiner Meinung Hugo ‚Hutscher‘ Freese gewesen sein, der für solche tollkühnen Taten bekannt war“. Er verstarb im Dezember 1977.